# Томео, Хавьер
Хавьер Томео (исп. Javier Tomeo Estallo; 9 сентября 1932, Кисена, провинция Уэска — 22 июня 2013, Барселона) — испанский писатель.

## Биография
Окончил Барселонский университет, где изучал право и криминологию. В 50-е годы работал в массовых жанрах (роман ужасов, роман о Дальнем Западе и т. п.), печатался под псевдонимами. Первый «серьезный» роман опубликовал в 1967 году.
Жил один, без родных и семьи. В последние месяцы жизни страдал от осложнений диабета.

## Творчество
Автор романов, рассказов, пьес. Его писательское воображение сближают с Кафкой, Бунюэлем, Томасом Бернхардом.

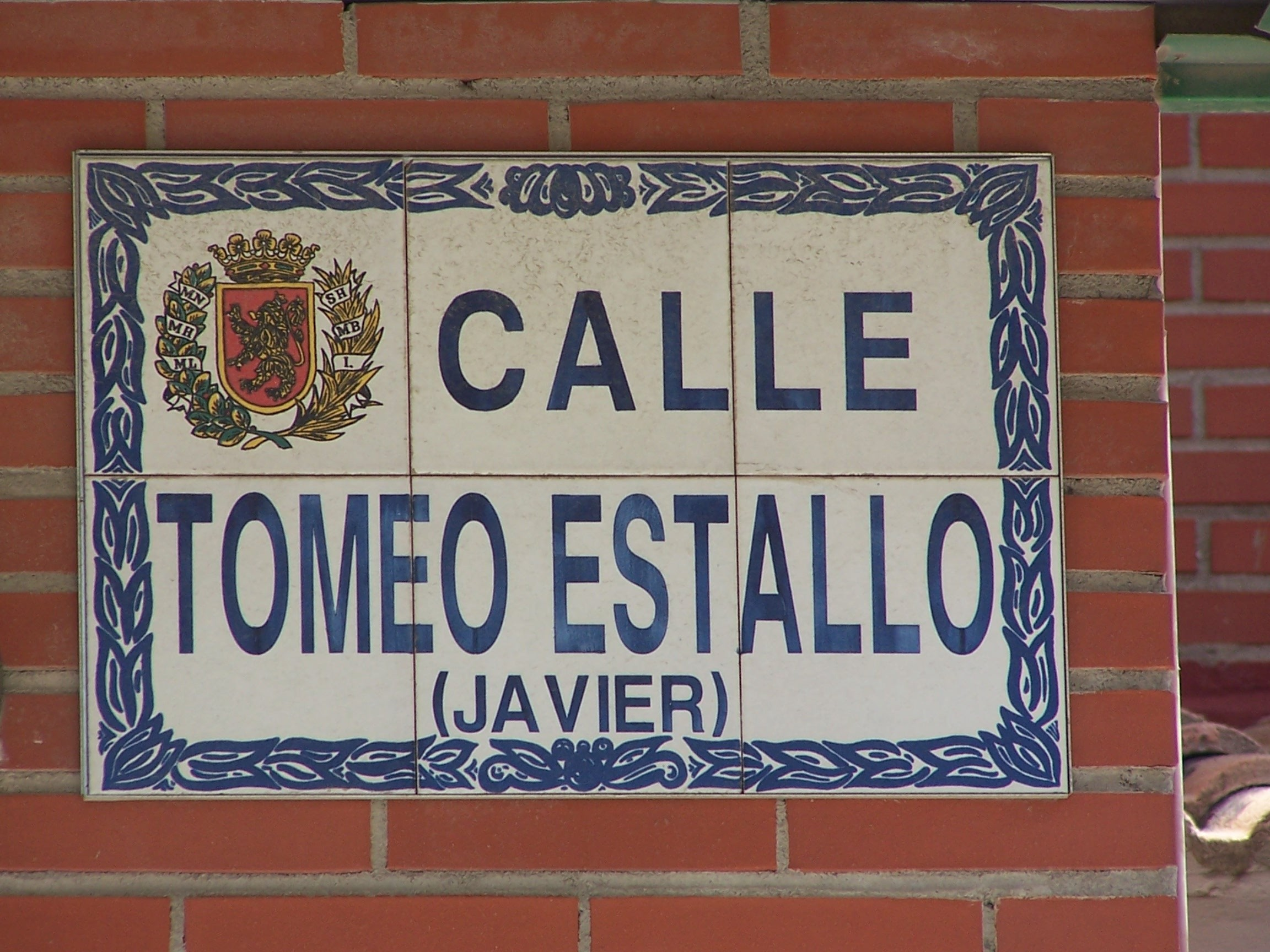
Табличка на улице Сарагосы, названной именем писателя

## Произведения
- Охотник/ El cazador (1967)
- Ceguera al azul (1969)
- Единорог/ El unicornio (1971, премия г. Барбастро за короткий роман)
- Враги/ Los enemigos (1974)
- Замок зашифрованных писем/ El castillo de la carta cifrada (1979)
- Любимое чудовище/ Amado monstruo (1984)
- Кратчайшие истории/ Historias mínimas (1988)
- El cazador de leones (1989)
- La ciudad de las palomas (1990)
- El mayordomo miope (1990).
- El gallitigre (1990).
- El discutido testamento de Gastón de Puyparlier(1990).
- Problemas oculares (1990).
- Patio de butacas (1991).
- Приготовления к путешествию/ Preparativos de viaje (1991).
- Diálogo en re mayor (1991)
- Зоопатии и зоофилии/ Zoopatías y zoofilias (1992)
- Агония Прозерпины/ La agonía de Proserpina (1993)
- Los reyes del huerto (1994)
- El nuevo bestiario (1994)
- El crimen del cine Oriente (1995, экранизирован в 1997)
- Conversaciones con mi amigo Ramón (1995).
- Los bosques de Nyx, пьеса (1995)
- La máquina voladora (1996).
- Los misterios de la ópera (1997).
- Один день в зоопарке/ Un día en el zoo (1997).
- El alfabeto (1997).
- Napoleón VII (1999).
- La rebelión de los rábanos (1999).
- Patíbulo interior (2000)
- La patria de las hormigas (2000).
- Otoño en Benasque, los Pirineos (2000)
- Бестиарий/ Bestiario (2000)
- Песня черепах/ El canto de las tortugas (2000)
- Одиночество пироманов/ La soledad de los pirómanos (2001)
- Извращенные рассказы/ Cuentos perversos (2002)
- La mirada de la muñeca hinchable (2003)
- Новые инквизиторы/ Los nuevos inquisidores, собрание рассказов разных лет (2004)
- El cantante de boleros (2005)
- Doce cuentos de Andersen contados por dos viejos verdes (2005)
- La noche del lobo (2006)
- Силиконовые подруги/ Los amantes de silicona (2008)
- Pecados griegos (2009)
- Полное собрание рассказов/ Cuentos completos (2012)
- Создатели чудовищ/ Constructores de monstruos (2013)

## Признание
- Литературная премия провинции Арагон (1994).
- Золотая медаль г. Сарагоса (2005).
- Произведения Томео переведены на английский, французский, немецкий, итальянский, португальский, голландский, шведский, датский, сербский, польский, иврит и др. языки.
- Спектакли по его прозе с успехом шли в Испании, Франции, ФРГ.